# Gambia en los Juegos Olímpicos de Atlanta 1996
Gambia estuvo representada en los Juegos Olímpicos de Atlanta 1996 por nueve deportistas, ocho hombres y una mujer, que compitieron en atletismo.
El portador de la bandera en la ceremonia de apertura fue el atleta Dawda Jallow. El equipo olímpico gambiano no obtuvo ninguna medalla en estos Juegos.